# Famille de Mélibée
La famille de Mélibée est une petite famille d’astéroïdes située dans la ceinture principale du Système solaire. La famille porte le nom du premier astéroïde classé dans ce groupe, (137) Mélibée.